# Carl August Månsson
Carl August Månsson född 26 juni 1865 på Nygård, Broxvik i Jonsbergs socken, Östergötlands län, död 14 februari 1934 på Hantverkargatan 57 i Norrköpings Hedvig, Östergötlands län, var en svensk spelman, tonsättare och rörarbetare. Månsson var elev till spelmannen Petter Magnus Johansson även kallad "Pelle Fors".

## Biografi

Carl August Månsson

Var son till brukaren Magnus Andersson (1825-) och Anna Lotta Andersdotter (1831-). 1866 flyttar familjen till Tokedal i Häradshammars socken. När Månsson var 11 år blev han elev till Pelle Fors som vistades en höst hos hans familj. Fors skulle ha betalt per låt Månsson lärde sig men hans pappa tyckte han lärde sig för snabbt och det blev för dyrt. Mellan 1883 och 1885 bor han på Säter och är dräng där men flyttar 1885 hem igen. 1890 gifte han sig med Hilda Danielsdotter och flyttar  till Norrköping (Sankt Olai församling).

## Verklista
- Polska i C-dur (efter Pelle Fors)
- Polska i F-dur
- Polska i D-moll
- Polska i D-moll, komponerad 1927.
- Polska i A-moll
- Polska i F-dur, komponerad 1929.
- Polska i F-dur, komponerad 1930.
- Polska i D-moll, komponerad 1932.
- Polska i G-moll
- Polska i A-dur
- Polska i A-dur
- Strömkarlspolska i A-dur efter Pelle Fors.
- Vals i A-dur efter Pelle Fors.
- Skänklåt i G-moll.